# Société nationale pétrolière gabonaise
La Société nationale pétrolière gabonaise (Petrogab)  fut la compagnie pétrolière nationale gabonaise de 1979 à 1993.